# Waldesruh (Gummersbach)
Waldesruh ist ein Ortsteil von Gummersbach im Oberbergischen Kreis im südlichen Nordrhein-Westfalen, Deutschland.

## Lage und Beschreibung
Waldesruh liegt etwa 4,4 km vom Stadtzentrum Gummersbach entfernt an der Landstraße 323.

## Bus und Bahnverbindungen

### Linienbus
Haltestelle: Waldesruh
- 316 Gummersbach Bf – Neuremscheid (OVAG)
- 317 Gummersbach Bf – Ründeroth (OVAG)